# Stephan Leyhe
Stephan Leyhe (Schwalefeld, 5 de enero de 1992) es un deportista alemán que compite en salto en esquí.
Participó en dos Juegos Olímpicos de Invierno, obteniendo dos medallas en la prueba de trampolín grande por equipo, plata en Pyeongchang 2018 (junto con Karl Geiger, Richard Freitag y Andreas Wellinger) y bronce en Pekín 2022 (con Constantin Schmid, Markus Eisenbichler y Karl Geiger).
Ganó una medalla de oro en el Campeonato Mundial de Esquí Nórdico de 2019, en la prueba de trampolín grande por equipo.

## Palmarés internacional
| Juegos Olímpicos   | Juegos Olímpicos            | Juegos Olímpicos  | Juegos Olímpicos |
| Año                | Lugar                       | Medalla           | Prueba           |
| ------------------ | --------------------------- | ----------------- | ---------------- |
| 2018               | Pyeongchang (Corea del Sur) | Medalla de plata  | TG por equipo    |
| 2022               | Pekín (China)               | Medalla de bronce | TG por equipo    |
| Campeonato Mundial |                             |                   |                  |
| Año                | Lugar                       | Medalla           | Prueba           |
| 2019               | Seefeld (Austria)           | Medalla de oro    | TG por equipo    |